# 1905 a tudományban
Az 1905. év a tudományban és a technikában.

## Díjak
- Nobel-díjak
  - Fizikai Nobel-díj: Lénárd Fülöp, az első magyar származású Nobel-díjas tudós
  - Fiziológiai és orvostudományi Nobel-díj: Robert Koch
  - Kémiai Nobel-díj: Adolf von Baeyer

## Csillagászat
- január 2. – a Jupiter egyik holdja, az Elara felfedezése

## Biológia
- Sztamen Grigorov bolgár orvos elsőként azonosítja a Lactobacillus bulgaricus baktériumot, melyet a joghurt készítésénél használnak.
- William Bateson brit biológus először használja a genetika szót Adam Sedgwick-nek írt levelében.

## Fizika
- Albert Einstein kiadja a speciális relativitáselmélet elvét

## Fiziológia és orvostudomány
- Fritz Schaudinn és Erich Hoffmann először azonosítja a szifilisz kórokozóját, a Treponema pallidum elnevezésű baktériumot

## Matematika
- Oswald Veblen megadja a Jordan-féle görbetétel teljes bizonyítását

## Születések
- február 7. – Ulf von Euler Nobel-díjas svéd fiziológus és farmakológus († 1983)
- február 17. – Péter Rózsa magyar matematikus, a Magyar Tudományos Akadémia levelező tagja (†  1977)
- április 18. – George H. Hitchings Nobel-díjas (megosztva) amerikai biokémikus, farmakológus († 1998)
- szeptember 3. – Carl David Anderson Nobel-díjas amerikai kísérleti fizikus. Felfedezte a pozitront, az elektron antirészecskéjét a kozmikus sugárzásban († 1991)
- szeptember 24. – Severo Ochoa Nobel-díjas (megosztva) spanyol-amerikai orvos, biokémikus (†  1993)
- október 23. – Felix Bloch Nobel-díjas (megosztva) svájci fizikus († 1983)
- november 10. – Louis Harold Gray brit fizikus, az ionizáló sugárzás biológiai hatásainak kutatásával megalapozta a radiobiológia tudományterületét († 1965)
- december 7. – Gerard Kuiper holland csillagász († 1973)

## Halálozások
- január 14. – Ernst Abbe német matematikus, fizikus (* 1840)
- június 18. – Per Teodor Cleve svéd kémikus és geológus (* 1840)
- augusztus 4. – Walther Flemming német biológus, a citogenetika megalapítója (* 1843)
- július 7. – Borbás Vince magyar egyetemi tanár, a 19. század legnagyobb magyar botanikusa, rendszertanász, a magyar flóra- és növényföldrajzi kutatás korszerűsítője (* 1844)
- október 6. – Ferdinand von Richthofen német földrajztudós, geológus, térképész, vulkanológus, földrajzi felfedező (* 1833)